# Raffaele Ciasca

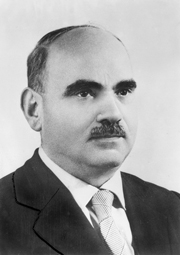
Raffaele Ciasca

Raffaele Ciasca (* 26. Mai 1888 in Rionero in Vulture; † 18. Juli 1975 in Rom) war ein italienischer Historiker, Jurist und christdemokratischer Politiker.

## Leben
Raffaele Ciasca wurde als Sohn des Holzhändlers Antonio Ciasca und der Maria Donata Vucci geboren. Nach der Grundschule besuchte er das Seminar von Ascoli Satriano und das Liceo am Institut „Salvator Rosa“ von Potenza. Zu seinem Freundeskreis zählten Gaetano Salvemini und Giustino Fortunato, von deren Ideen er stark beeinflusst wurde.
Ciasca studierte ein Jahr lang Geisteswissenschaften (Lettere) an der Universität Neapel, wechselte jedoch dann an das Istituto di Studi Superiori di Firenze, die heutige Universität Florenz, nachdem er Gaetano Salvemini kennen gelernt hatte. 1913 wurde Ciasca mit der Arbeit L’origine del programma per „l’opinione nazionale italiana“ del 1847–1848 promoviert. Als Artillerieoffizier nahm er am Ersten Weltkrieg teil.
Nach seiner 1919 erfolgten zweiten Promotion, diesmal in den Rechtswissenschaften an der Universität Urbino, lehrte er ab 1923 Storia moderna in Messina, ab 1925 an der Universität Cagliari, dann in Genua, schließlich an der Universität Rom, wo er ab 1949 Politikwissenschaften lehrte. Während des Zweiten Weltkriegs übernahm er zudem die Wirtschaftsgeschichte an der Università Cattolica di Milano. Am 26. April 1922 heiratete er die Schriftstellerin Carolina Rispoli, mit der er drei Kinder hatte, nämlich Maria Amalia, die Archäologin Antonia und Eugenio.
Ciasca befasste sich vor allem mit Fragen Süditaliens, des Meridionalismo. 1950 bis 1967 leitete er das Istituto per l’Oriente, sowie das Centro per le Relazioni Italo-Arabe, dessen erster Präsident er war.  Zudem leitete er ab 1951 das Istituto Storico Nazionale per l’Età Moderna e Contemporanea und wurde 1956 korrespondierendes Mitglied der  Accademia dei Lincei, 1970 wurde er Vollmitglied (socio nazionale).
Neben seiner wissenschaftlichen Tätigkeit wurde er in den Nachkriegsjahren Mitglied des Partito Liberale, doch am 2. Juni 1946 stand er auf der lukanischen Liste der Unione Democratica Nazionale, ohne gewählt zu werden. 1948 kandidierte er für die Democrazia Cristiana und wurde Senator. 1953 wurde er wiedergewählt. Er gehörte dem Movimento Federalista Europeo und wurde Repräsentant des Senats bei der UNESCO.

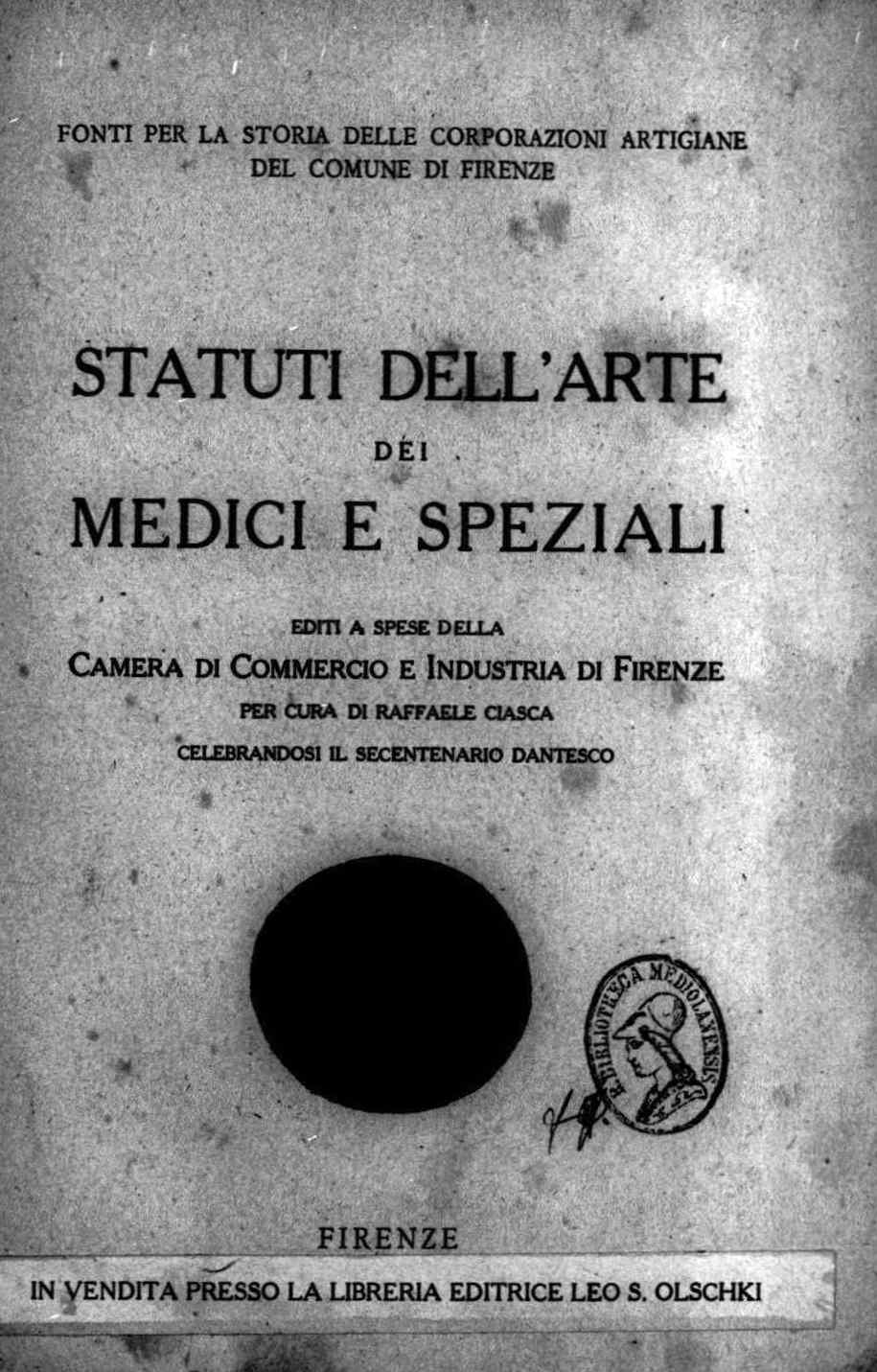
Constitutum artis et collegii medicorum, spetiariorum et merciariorum civitatis Florentiae, 1922

## Publikationen (Auswahl)
- L’arte dei medici e speziali nella storia e nel commercio fiorentino dal sec. XII al XV, 1927, erneut Olschki, Florenz 1977.
- Storia delle bonifiche del regno di Napoli, Laterza, Bari 1928.
- Dante e l’arte dei medici e speziali. In: Archivio storico italiano 89 (1931) 59–97.
- Storia coloniale dell’Italia contemporanea. Da Assab all’Impero, 1938, 2. Aufl. Hoepli, 1940.
- La Basilicata e l’unità d’Italia. In: Lucania 61, Comitato regionale della Basilicata per le celebrazioni del primo centenario dell'Unità d'Italia, Rom 1961.
- Il problema della terra, Treves, Mailand 1921, erneut Padua 1963.
- Aspetti economici e sociali dell’Italia preunitaria, Istituto storico italiano per l'età moderna e contemporanea, Rom 1973.